# Paul Günter Krohn
Paul Günter Krohn (* 26. März 1929 in Klaipėda, Litauen; † 30. Juni 1979 in Berlin) war ein deutscher Literaturwissenschaftler und Lyriker.

## Leben
1948/1949 besuchte er die Arbeiter-und-Bauern-Fakultät in Halle (Saale). Dort studierte er bis 1953 Literatur, Geschichte und Volkswirtschaft. Bis 1979 arbeitete er im Kollektiv für Literaturgeschichte des Verlags Volk und Wissen in Berlin. Er arbeitete als Herausgeber und Publizist und war Mitautor der Geschichte der deutschen Literatur, des Lexikons deutschsprachiger Schriftsteller und der Anthologie Deutsche Erzähler des 20. Jahrhunderts. Er veröffentlichte Gedichte in verschiedenen Zeitschriften und Anthologien und publizierte zwei Lyrik-Bände. 1979 verunglückte er in Berlin bei einem Verkehrsunfall tödlich. Sein Grab befindet sich auf dem Friedhof Pankow IV in Berlin-Niederschönhausen.

## Werke
- Alle meine Namen. Gedichte aus 20 und mehr Jahren. Mitteldeutscher Verlag, Halle/Saale 1976.
- Brosch. Gedichte von ihm und über ihn. Mitteldeutscher Verlag, Halle/Saale 1978.

| Personendaten    | Personendaten                                  |
| ---------------- | ---------------------------------------------- |
| NAME             | Krohn, Paul Günter                             |
| KURZBESCHREIBUNG | deutscher Literaturwissenschaftler und Lyriker |
| GEBURTSDATUM     | 26. März 1929                                  |
| GEBURTSORT       | Klaipėda, Litauen                              |
| STERBEDATUM      | 30. Juni 1979                                  |
| STERBEORT        | Berlin                                         |